# Герб Арылахского наслега (Верхнеколымский улус)
Герб Арылахского наслега — герб Арылахского наслега Верхнеколымского улуса Якутии. Утверждён Решением наслежного Совета депутатов муниципального образования «Арылахский наслег» от 23 сентября 2008 г. № 30 "Об утверждении герба муниципального образования «Арылахский наслег».

## Описание
Герб наслега «Арылах» представляет собой круг, разделённый на две части, с белой полосой посередине. В верхней части, зелёного цвета, в центре изображение сосуда народа Саха — чорон «сандал» на трёх ножках, символизирует гостеприимство, традиционное занятие (разведение крупного рогатого скота и коневодство). Белый цвет чорона символизирует чистоту, снег, молоко, кумыс. В нижней части изображения на тёмно-синем фоне серебряные рыбы, они свидетельствуют о больших запасах промысловой ценной рыбы в водоёмах (река Колыма богата нельмой, чиром, омулем, сигом и другими рыбами).